# Stereonephthya rubriflora
Stereonephthya rubriflora is een zachte koraalsoort uit de familie Alcyoniidae. De koraalsoort komt uit het geslacht Stereonephthya. Stereonephthya rubriflora werd in 1954 voor het eerst wetenschappelijk beschreven door Utinomi. 